# Mouvement d'Albany
 (décembre 2022).
Si vous disposez d'ouvrages ou d'articles de référence ou si vous connaissez des sites web de qualité traitant du thème abordé ici, merci de compléter l'article en donnant les références utiles à sa vérifiabilité et en les liant à la section « Notes et références ».

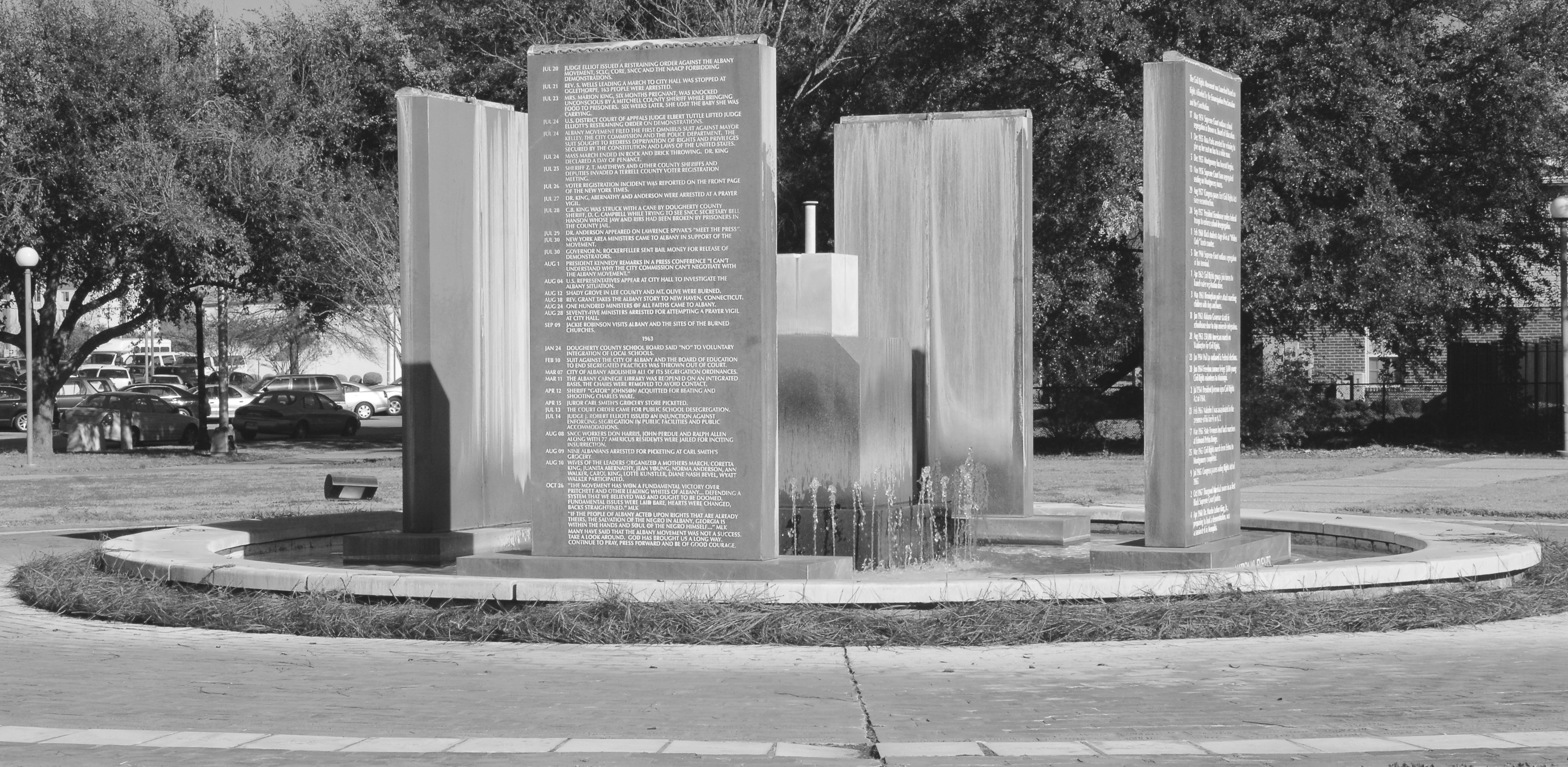
Monument à Albany en l'honneur du Mouvement d'Albany.

Le mouvement d'Albany (en anglais : Albany Movement) est une coalition de anti-ségrégation raciale formée le 17 novembre 1961 à Albany en Géorgie par des activistes locaux, le Student Nonviolent Coordinating Committee (SNCC) et la National Association for the Advancement of Colored People (NAACP).
Le mouvement d'Albany mobilise des milliers de citoyens et attire l'attention nationale, sans toutefois réussir à atteindre ses objectifs en raison d'une forte opposition.